# Паралимпийский биатлон

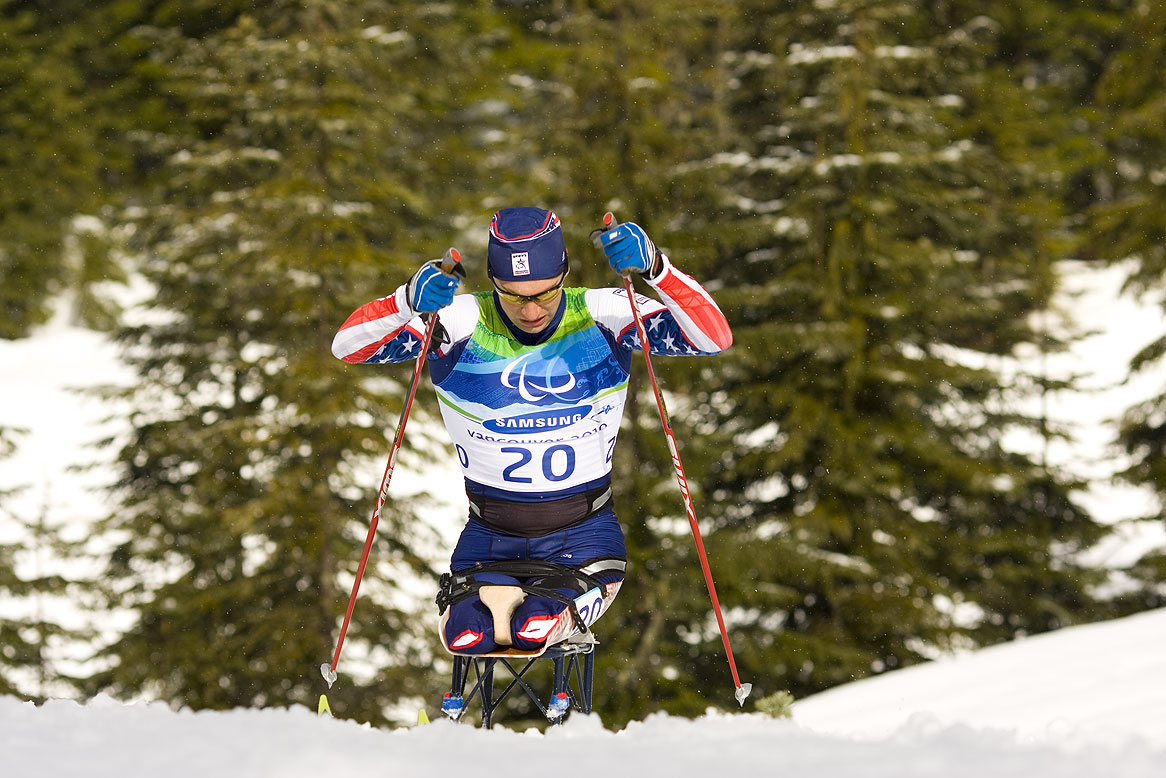
На зимних Паралимпийских играх 2010

Паралимпи́йский биатло́н — разновидность биатлона для инвалидов.
Впервые такие соревнования были проведены на Паралимпийских играх 1988 г. в Инсбруке (Австрия).
На Паралимпийских играх 1994 года в норвежском Лиллехаммере паралимпийский биатлон впервые вошёл в официальную программу соревнований. Тогда же на Олимпийских и Паралимпийских играх стала использоваться одна и та же трасса для проведения соревнований по лыжным гонкам и биатлону.
Российские спортсмены впервые приняли участие в Паралимпиаде в составе сборной СНГ в 1992 году на V Играх в Альбервиле.

## Специальное спортивное оборудование
Незрячие и слабовидящие спортсмены при стрельбе используют ружья, оснащённые электронно-акустическими очками. Чем ближе прицел к центру цели, тем громче сигнал.
Для людей с ослабленным зрением используются мишени диаметром 30 мм, для людей с другими видами инвалидности — 20 мм.
Спортсмены с соответствующими физическими ограниченными возможностями используют «сани» — специально сконструированное кресло, которое крепится к паре лыж. Такие лыжи короче обычных и присоединяются к креслу с помощью обычных креплений, используемых также и в лыжных гонках.
Спортсмены с ампутацией могут пользоваться чьей-либо поддержкой во время стрельбы.